# KFC Zwarte Leeuw

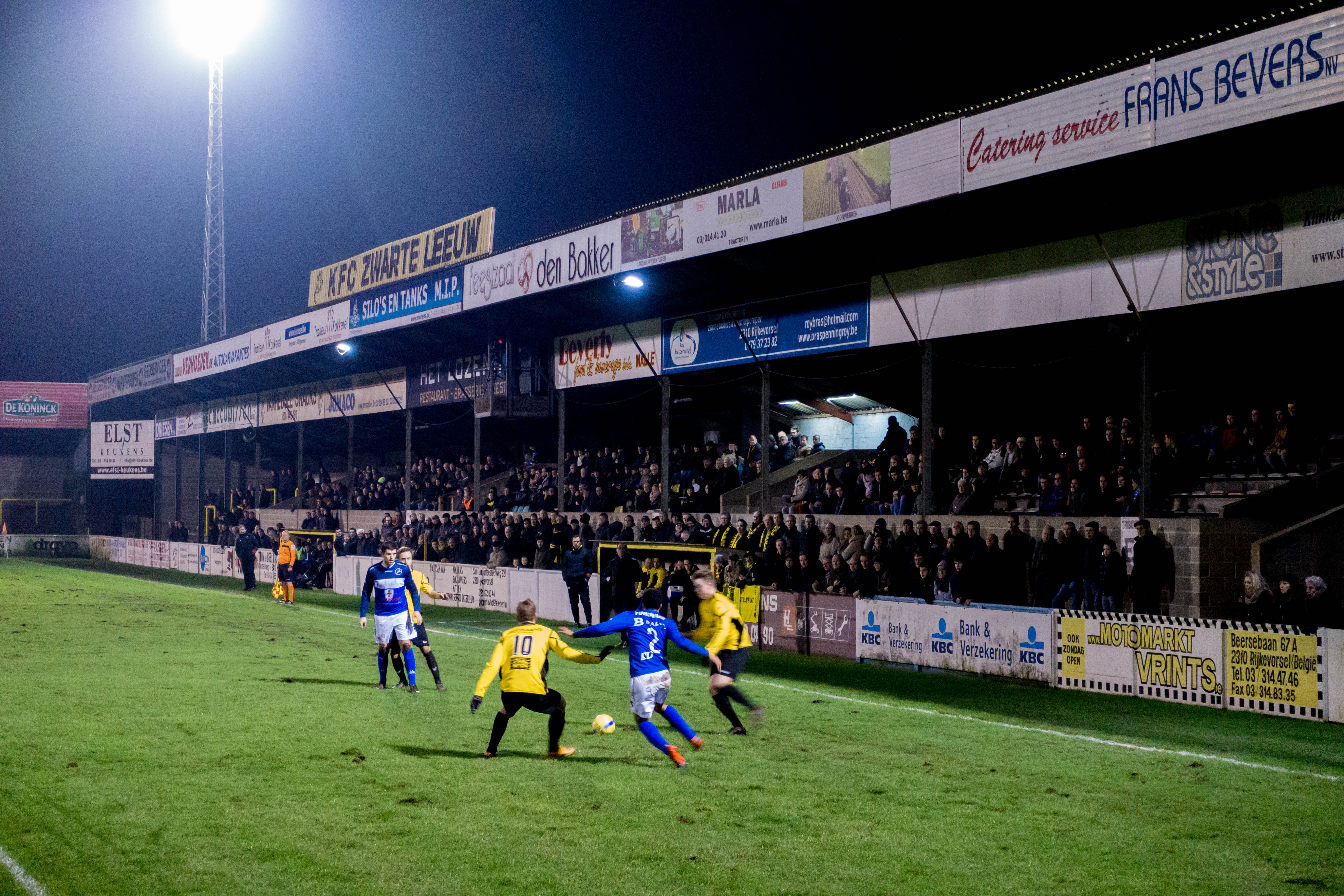
Het Louis Van Roeystadion van KFC Zwarte Leeuw tijdens de derby tegen Turnhout in 2019.

KFC Zwarte Leeuw is een Belgische voetbalclub uit Rijkevorsel. De club werd opgericht op 25 april 1926 en is aangesloten bij de Belgische Voetbalbond met stamnummer 1124. De club heeft geel-zwart als clubkleuren. Tot het seizoen 1974/75 speelde Zwarte Leeuw in de provinciale reeksen. Sindsdien speelt de club, met uitzondering van drie seizoenen in Eerste provinciale, in de nationale reeksen, met als hoogtepunt vier seizoenen in Tweede Klasse, tussen 1989 en 1994. In het seizoen 2025/26 speelt de club in de Derde afdeling, het derde nationale amateurniveau. KFC Zwarte Leeuw heeft sinds 2023 ook een B-elftal, dat in het seizoen 2025/26 uitkomt in Vierde Provinciale.

## Geschiedenis

### Ontstaan van de club (1923-1926)
Tijdens de Eerste Wereldoorlog ontstonden in Rijkevorsel verschillende voetbalteams. Deze ploegen speelden echter onregelmatig en al snel werd er nagedacht over het oprichten van een ‘echte’ voetbalclub. In 1923 werd zo Zwarte Leeuw gesticht, maar de club werd op dat moment nog niet aangesloten bij de Belgische Voetbalbond. De club zou in eerste instantie ‘De Verenigde Vrienden van d’Akkerhuizen’ heten, genoemd naar de plaats van herkomst van de grondleggers van de club, maar op voorstel van eerste voorzitter Jeroom Hellings werd de naam ‘Zwarte Leeuw’ gekozen. Na drie jaren voetbal tegen andere teams uit de omgeving, sloot KFC Zwarte Leeuw zich op 25 april 1926 - de officiële oprichtingsdatum - aan bij de grote Koninklijke Belgische Voetbalbond. De club kreeg toen het huidige stamnummer: 1124.

### De jaren in provinciale (1926-1973)
Tot en met het seizoen 1972/73 speelde de club in de gewestelijke, later tot provinciale omgedoopte reeksen. Zwarte Leeuw doorliep alle provinciale niveaus, van het laagste tot het hoogste, vooraleer achtereenvolgens te promoveren van Tweede naar Eerste provinciale in 1973 en opnieuw te promoveren van Eerste Provinciale naar Vierde klasse in 1974. 

### De succesperiode (1973-1990)
Na de promotie in 1973 speelde KFC Zwarte Leeuw dertien seizoenen in Vierde klasse, alvorens in het seizoen 1986/87, onder leiding van Roger Kemland, kampioen te worden met één punt meer dan Bilzen VV. 
In het seizoen 1983/84 was er echter al een eerste groot succes, in de Beker van België, door in de 32ste finales, met Lucien Olieslagers als coach, eersteklasser Beerschot op het Kiel met 0-4 te kloppen. In de 16de finales stopte het bekeravontuur toen voor De Leeuwen, na 2-1 verlies op het Lisp, tegen Lierse. 
Na het kampioenschap in 1987 trad de club in het seizoen 1987/88 voor het eerst in zijn geschiedenis aan in Derde klasse. In het eerste seizoen in die reeks volgde bijna een stunt: de club eindigde op de tweede plaats in de rangschikking, met één punt minder dan Germinal Ekeren. Een gelijkspel op de laatste speeldag deed Zwarte Leeuw toen de das om. 
Eén seizoen later was het echter wel raak. Onder leiding van Eddy Lodewijckx en met Roger Kemland als de eerste sportief manager van de club, worden De Leeuwen kampioen met zes punten meer dan de tweede in de rangschikking: Heist Sportief. Het seizoen 1988/89 werd echter gekenmerkt door veel meer successen, en wel in de Beker van België. Na het vorige grote bekersucces in 1983 legde Zwarte Leeuw in 1989 achtereenvolgens Berchem Sport, Racing Genk en Antwerp (in twee wedstrijden) over de knie. In de kwartfinale wachtte de club die later dat seizoen kampioen van België zou worden en een seizoen eerder de Europacup II won: KV Mechelen. In de thuismatch, gespeeld op het Lisp voor circa 16.000 toeschouwers, werd het 1-1. In de terugwedstrijd Achter de Kazerne moest Zwarte Leeuw echter zijn (duidelijke) meerdere erkennen in de Europese grootmacht, het werd 5-0 en er kwam een einde aan het bekersprookje van de Leeuwen. 
Na successeizoen 1988/89, met promotie en lange bekercampagne, trad Zwarte Leeuw in het seizoen 1989/90 aan in Tweede klasse, een primeur voor de club. Ook in Tweede klasse bleven de Rijkevorselnaren verbazen. In het eerste seizoen ooit op het tweede Belgische niveau behaalden de Leeuwen de derde plaats en speelden ze de eindronde, nadat Zwarte Leeuw na tien speeldagen aan kop van het klassement stond en zo de eerste periode won. In de eindronde, die zou bepalen over het al dan niet stijgen naar Eerste klasse, trof de club Boom, Racing Genk en Lommel. Na het overleven van de groepsfase en de winst in de halve finale tegen Boom (0-1), verloor Zwarte Leeuw in eigen huis op 31 mei 1990 de finale van de eindronde met zware 2-7-cijfers van Racing Genk. Deze dag is tot nu toe nog altijd het hoogtepunt uit de clubgeschiedenis, nooit stond Zwarte Leeuw dichter bij de hoogste klasse van het Belgisch voetbal. In het seizoen 1989/90 won de club wel één trofee, de Trofee Jules Pappaert, de beker die jaarlijks werd uitgereikt aan de club met de langste ongeslagen reeks dat kalenderjaar, in de Eerste, Tweede of Derde klasse. Zwarte Leeuw won deze beker voor zijn reeks van 27 ongeslagen wedstrijden in 1989. 

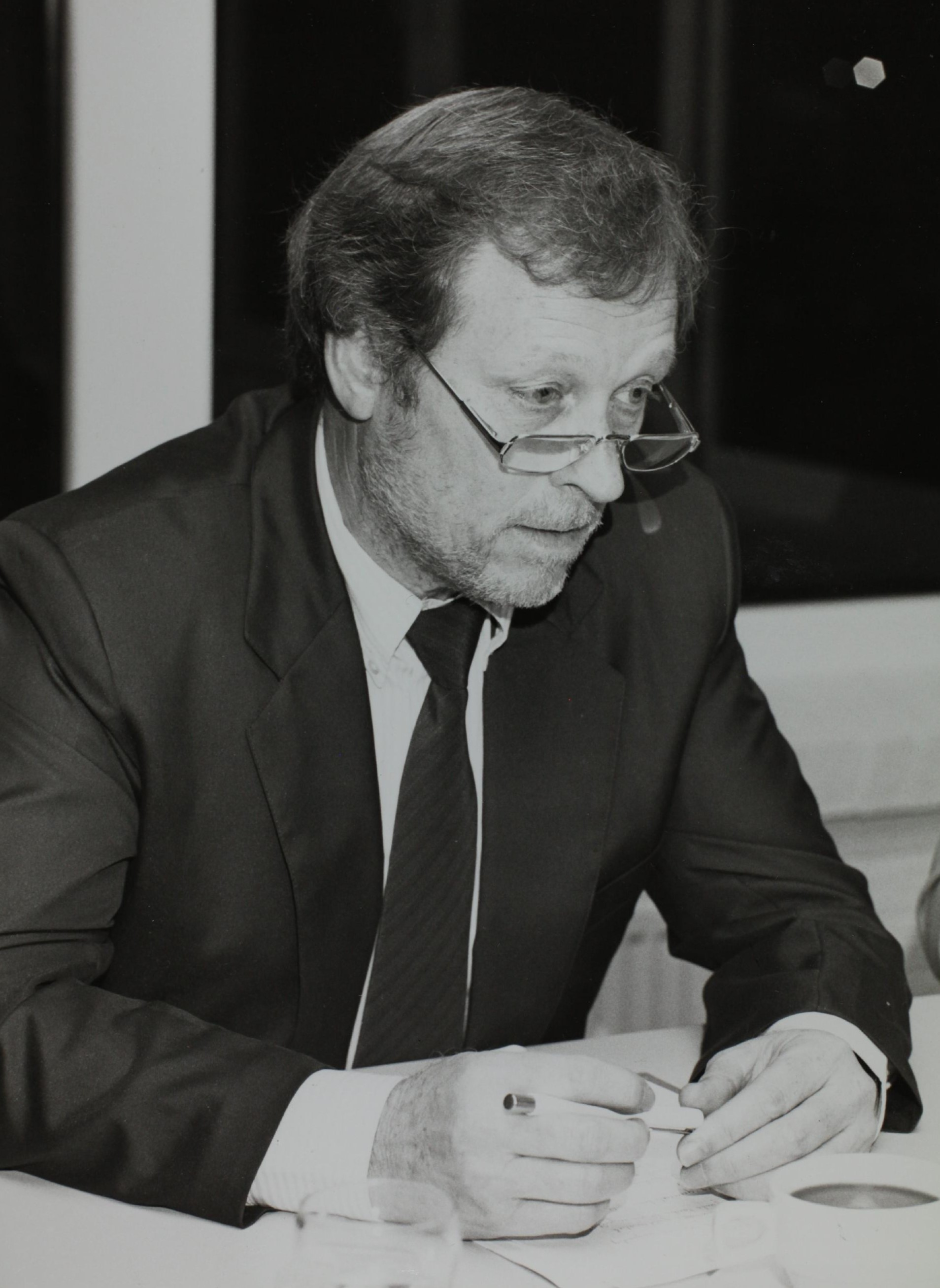
Frans Van Roey in 1989.

De succesperiode van Zwarte Leeuw kent één constante: het voorzitterschap van de familie Van Roey. Vader Louis Van Roey en zoon Frans Van Roey zwaaiden de plak bij Zwarte Leeuw tussen 1971 en 1994. Alle successen in die periode werden geboekt met het bedrijf van de familie op de borst: Bouwbedrijf Van Roey. 

### De tol van het succes en de terugval (1990-1996)
In het seizoen 1990/91 wordt het Louis Van Roeystadion gevoelig gerenoveerd en uitgebreid, met nieuwe zit- en staantribunes. Zowel in het seizoen 1990/91 als in het seizoen 1991/92 speelden De Leeuwen nog in Tweede klasse, maar de sportieve successen van weleer waren niet meer. De club betaalde het gelag voor het sportieve hoogtij van de seizoenen ervoor en van het Bosman-arrest. Dat arrest zorgde ervoor dat de club spelers die het aankocht, gratis zag vertrekken. Veel kapitaal van de club ging zo in rook op. 
Na drie seizoenen in Tweede klasse gebeurde het onvermijdelijke, KFC Zwarte Leeuw degradeerde in het seizoen 1991/92 naar Derde klasse.
Na twee seizoenen in Derde klasse, waarin degradatie nipt werd vermeden, eindigde de club in het seizoen 1995/96 voorlaatste en zakte het na negen seizoenen terug naar Vierde klasse. Al in 1994 diende voorzitter Frans Van Roey zijn ontslag in, het einde van het Van Roey-tijdperk bij Zwarte Leeuw. Herman Heylen werd voor twee seizoenen interim-voorzitter.

### Stabiliteit, promotie en degradatie (1996-2012)
In 1996 werd Frans Bevers de nieuwe voorzitter van de club, het inluiden van een nieuw tijdperk voor Zwarte Leeuw. De doelstelling luidde: de vrije val voorkomen, Zwarte Leeuw financieel terug gezond en stabiel maken en liefst ook terugkeren naar Derde klasse. Ondanks dat de club de seizoenen na de degradatie consequent eindigde in de top acht en in de seizoenen 1999/00 en 2000/01 zelfs twee keer de eindronde voor promotie speelde, slaagden De Leeuwen er niet in te promoveren. Vanaf het seizoen 2002/03 lukte het de club echter ook niet meer om jaarlijks in de linkerkolom te eindigen. Zwarte Leeuw speelde vanaf dat moment geen rol van betekenis meer in de Vierde klasse, met uitzondering van het goede seizoen 2005/06. In dat seizoen eindigde Zwarte Leeuw op de zesde plaats in het klassement, maar vooral: Zwarte Leeuw raakte tot in de 16de finales van de Beker van België. Nadat achtereenvolgens Zandvliet, Londerzeel, Lyra, Sint-Gillis-Waas en Sint-Niklaas het onderspit moesten delven tegen de Leeuwen, lootte de club in de 16de finales KAA Gent. In Rijkevorsel eindigde het bekeravontuur met een 0-3 verlies tegen de Gentenaren.
Eén seizoen na het mooie seizoen 2005/06 volgde echter een dieptepunt voor Zwarte Leeuw: na een verblijf van 33 jaar in de nationale reeksen van het Belgisch voetbal, degradeerde de club naar Eerste provinciale. 
In het seizoen 2007/08 behaalt Zwarte Leeuw direct de eindronde om weer te stijgen naar Vierde klasse, maar in de finale moet de promotie worden gelaten aan Wilrijk. In het daaropvolgende seizoen 2008/09 wordt opnieuw de eindronde gehaald en ditmaal wordt de finale van de eindronde wel gewonnen, tegen Wijnegem. De terugkeer naar het nationale voetbal was een feit.
Het hernieuwde verblijf in de nationale reeksen was echter van relatief korte duur, in het seizoen 2011/12 volgde opnieuw de degradatie naar Eerste provinciale.

### De ommekeer, een nieuw elan (2012-heden)
Het seizoen 2012/13 kan worden bekeken als het seizoen dat de ommekeer werd ingezet richting het huidige Zwarte Leeuw. Na financiële perikelen (schulden uit het verleden en problemen met belastingen) speelde Zwarte Leeuw toch kampioen in Eerste provinciale, met vijf punten meer dan de tweede in de rangschikking, Antonia. 
Vanuit een nieuwe wind binnen de club, een nieuwe voorzitter (Willy Fransen werd voorzitter in 2013), een nieuwe visie, een ander transferbeleid, werden successen geboekt in Vierde klasse, met in de seizoenen 2013/14, 2014/15 en 2015/16 achtereenvolgens een vijfde, zesde en vierde plaats in de rangschikking. 
Die laatste vierde plaats zorgde ervoor dat Zwarte Leeuw in het seizoen 2016/17, onder leiding van Gert Jochems, na de competitiehervorming werd ingedeeld in de Tweede amateurklasse. Na twee seizoenen verdween Zwarte Leeuw echter wel uit die Tweede amateurklasse, nadat de eindronde in 2018 werd verloren in een wedstrijd tegen Pepingen-Halle. 
Tot op heden speelt KFC Zwarte Leeuw in de Derde amateurklasse, in 2020 omgedoopt tot de Derde afdeling. Sinds het seizoen 2023/24 heeft KFC Zwarte Leeuw ook een B-elftal in competitie. Dat team eindigde in zijn eerste seizoen als eerste elftal derde in Vierde Provinciale en kon zich via de eindronde verzekeren van promotie. Ze legden achtereenvolgens Olen United (0-1), Alberta Schilde (2-5) en Boechoutse (1-1; 9-8) over de knie en traden daardoor in het seizoen 2024/25 aan in Derde Provinciale. Dit verblijf was echter van korte duur, want na 11 punten uit 30 wedstrijden zakten het B-elftal opnieuw naar Vierde Provinciale.  

## Erelijst
| Competitie            | Aantal | Jaren            |
| --------------------- | ------ | ---------------- |
| Derde klasse          | 1x     | 1988/89          |
| Vierde klasse         | 1x     | 1986/87          |
| Eerste provinciale    | 1x     | 2012/13          |
| Tweede provinciale    | 1x     | 1972/73          |
| Derde provinciale     | 2x     | 1954/55, 1963/64 |
| Trofee Jules Pappaert | 1x     | 1989             |

## Resultaten

### A-elftal
| Seizoen                         | Klasse | Klasse | Klasse | Klasse | Klasse | Klasse | Klasse | Klasse | Klasse | Reeks                                                             | Punten                                                            | Opmerkingen                                                                              | Beker van België                                                  |
|                                 | I      | I      | II     | III    | III    | G.I    | G.II   | G.III  | G.III  | Vanaf 1926/27 zijn er 3 nationale en 3 gewestelijke niveaus       | Vanaf 1926/27 zijn er 3 nationale en 3 gewestelijke niveaus       | Vanaf 1926/27 zijn er 3 nationale en 3 gewestelijke niveaus                              | Vanaf 1926/27 zijn er 3 nationale en 3 gewestelijke niveaus       |
| ------------------------------- | ------ | ------ | ------ | ------ | ------ | ------ | ------ | ------ | ------ | ----------------------------------------------------------------- | ----------------------------------------------------------------- | ---------------------------------------------------------------------------------------- | ----------------------------------------------------------------- |
| Sinds 1926 als FC Zwarte Leeuw  |        |        |        |        |        |        |        |        |        |                                                                   |                                                                   |                                                                                          |                                                                   |
| 1931/32                         |        |        |        |        |        |        |        | 5      | 5      | Derde gew.                                                        | 16                                                                |                                                                                          |                                                                   |
| 1932/33                         |        |        |        |        |        |        |        | 4      | 4      | Derde gew.                                                        | 13                                                                |                                                                                          |                                                                   |
| 1933/34                         |        |        |        |        |        |        |        | 4      | 4      | Derde gew.                                                        | 21                                                                |                                                                                          |                                                                   |
| 1934/35                         |        |        |        |        |        |        |        | 2      | 2      | Derde gew.                                                        | 19                                                                |                                                                                          |                                                                   |
| 1935/36                         |        |        |        |        |        |        | 8      |        |        | Tweede gew.                                                       | 25                                                                |                                                                                          |                                                                   |
| 1936/37                         |        |        |        |        |        |        | 8      |        |        | Tweede gew.                                                       | 28                                                                |                                                                                          |                                                                   |
| 1937/38                         |        |        |        |        |        |        | 3      |        |        | Tweede gew.                                                       | 40                                                                |                                                                                          |                                                                   |
| 1938/39                         |        |        |        |        |        |        | 5      |        |        | Tweede gew.                                                       | 29                                                                |                                                                                          |                                                                   |
| 1939/40                         |        |        |        |        |        |        | 1      |        |        | Noodc.                                                            | 20                                                                | Wegens de Tweede Wereldoorlog onafgewerkte noodcompetities                               |                                                                   |
| 1940/41                         |        |        |        |        |        |        | 1      |        |        | Noodc.                                                            | 38                                                                | Wegens de Tweede Wereldoorlog onafgewerkte noodcompetities                               |                                                                   |
| 1941/42                         |        |        |        |        |        |        | 2      |        |        | Tweede gew.                                                       | 41                                                                |                                                                                          |                                                                   |
| 1942/43                         |        |        |        |        |        | 1      |        |        |        | Eerste gew.                                                       | 35                                                                |                                                                                          |                                                                   |
| 1943/44                         |        |        |        |        |        | 4      |        |        |        | Eerste gew.                                                       | 28                                                                |                                                                                          |                                                                   |
| 1944/45                         |        |        |        |        |        |        |        |        |        |                                                                   |                                                                   | Geen competitie omwille van Wereldoorlog Twee                                            |                                                                   |
| 1945/46                         |        |        |        |        |        |        |        |        |        |                                                                   |                                                                   | Geen competitie omwille van Wereldoorlog Twee                                            |                                                                   |
| 1946/47                         |        |        |        |        |        | 16     |        |        |        | Eerste gew.                                                       | 8                                                                 |                                                                                          |                                                                   |
| 1947/48                         |        |        |        |        |        |        | 12     |        |        | Tweede gew.                                                       | 22                                                                |                                                                                          |                                                                   |
| 1948/49                         |        |        |        |        |        |        | 14     |        |        | Tweede gew.                                                       | 12                                                                |                                                                                          |                                                                   |
| 1949/50                         |        |        |        |        |        |        |        | 11     | 11     | Derde gew.                                                        | 23                                                                |                                                                                          |                                                                   |
| 1950/51                         |        |        |        |        |        |        |        | 3      | 3      | Derde gew.                                                        | 38                                                                |                                                                                          |                                                                   |
| 1951/52                         |        |        |        |        |        |        |        | 3      | 3      | Derde gew.                                                        | 44                                                                |                                                                                          |                                                                   |
|                                 | I      | I      | II     | III    | IV     | P.I    | P.II   | P.III  | P.IV   | Vanaf 1952/53 zijn er 4 nationale en 4 provinciale niveaus        | Vanaf 1952/53 zijn er 4 nationale en 4 provinciale niveaus        | Vanaf 1952/53 zijn er 4 nationale en 4 provinciale niveaus                               | Vanaf 1952/53 zijn er 4 nationale en 4 provinciale niveaus        |
| 1952/53                         |        |        |        |        |        |        |        | 11     |        | Derde prov. Antw.                                                 | 21                                                                |                                                                                          |                                                                   |
| 1953/54                         |        |        |        |        |        |        |        | 3      |        | Derde prov. Antw.                                                 | 35                                                                |                                                                                          |                                                                   |
| 1954/55                         |        |        |        |        |        |        |        | 1      |        | Derde prov. Antw.                                                 | 42                                                                |                                                                                          |                                                                   |
| 1955/56                         |        |        |        |        |        |        | 7      |        |        | Tweede prov. Antw.                                                | 32                                                                |                                                                                          |                                                                   |
| 1956/57                         |        |        |        |        |        |        | 13     |        |        | Tweede prov. Antw.                                                | 21                                                                |                                                                                          |                                                                   |
| 1957/58                         |        |        |        |        |        |        | 6      |        |        | Tweede prov. Antw.                                                | 32                                                                |                                                                                          |                                                                   |
| 1958/59                         |        |        |        |        |        |        | 13     |        |        | Tweede prov. Antw.                                                | 24                                                                |                                                                                          |                                                                   |
| 1959/60                         |        |        |        |        |        |        | 15     |        |        | Tweede prov. Antw.                                                | 12                                                                |                                                                                          |                                                                   |
| 1960/61                         |        |        |        |        |        |        |        | 4      |        | Derde prov. Antw.                                                 | 41                                                                |                                                                                          |                                                                   |
| 1961/62                         |        |        |        |        |        |        |        | 4      |        | Derde prov. Antw.                                                 | 39                                                                |                                                                                          |                                                                   |
| 1962/63                         |        |        |        |        |        |        |        | 3      |        | Derde prov. Antw.                                                 | 43                                                                |                                                                                          |                                                                   |
| 1963/64                         |        |        |        |        |        |        |        | 1      |        | Derde prov. Antw.                                                 | 46                                                                |                                                                                          |                                                                   |
| 1964/65                         |        |        |        |        |        |        | 3      |        |        | Tweede prov. Antw.                                                | 38                                                                |                                                                                          |                                                                   |
| 1965/66                         |        |        |        |        |        |        | 3      |        |        | Tweede prov. Antw.                                                | 39                                                                |                                                                                          |                                                                   |
| 1966/67                         |        |        |        |        |        |        | 11     |        |        | Tweede prov. Antw.                                                | 28                                                                |                                                                                          |                                                                   |
| 1967/68                         |        |        |        |        |        |        | 8      |        |        | Tweede prov. Antw.                                                | 31                                                                |                                                                                          |                                                                   |
| 1968/69                         |        |        |        |        |        |        | 13     |        |        | Tweede prov. Antw.                                                | 27                                                                |                                                                                          |                                                                   |
| 1969/70                         |        |        |        |        |        |        | 2      |        |        | Tweede prov. Antw.                                                | 45                                                                |                                                                                          |                                                                   |
| 1970/71                         |        |        |        |        |        |        | 2      |        |        | Tweede prov. Antw.                                                | 45                                                                |                                                                                          |                                                                   |
| 1971/72                         |        |        |        |        |        |        | 6      |        |        | Tweede prov. Antw.                                                | 33                                                                |                                                                                          |                                                                   |
| 1972/73                         |        |        |        |        |        |        | 1      |        |        | Tweede prov. Antw.                                                | 39                                                                |                                                                                          |                                                                   |
| 1973/74                         |        |        |        |        |        | 2      |        |        |        | Eerste prov. Antw.                                                | 40                                                                |                                                                                          |                                                                   |
| 1974/75                         |        |        |        |        | 6      |        |        |        |        | Vierde klasse B                                                   | 32                                                                |                                                                                          |                                                                   |
| 1975/76                         |        |        |        |        | 3      |        |        |        |        | Vierde klasse C                                                   | 37                                                                |                                                                                          |                                                                   |
| Sinds 1976 als KFC Zwarte Leeuw |        |        |        |        |        |        |        |        |        |                                                                   |                                                                   |                                                                                          |                                                                   |
| 1976/77                         |        |        |        |        | 3      |        |        |        |        | Vierde klasse B                                                   | 35                                                                |                                                                                          |                                                                   |
| 1977/78                         |        |        |        |        | 2      |        |        |        |        | Vierde klasse B                                                   | 41                                                                |                                                                                          |                                                                   |
| 1978/79                         |        |        |        |        | 7      |        |        |        |        | Vierde klasse A                                                   | 31                                                                |                                                                                          |                                                                   |
| 1979/80                         |        |        |        |        | 3      |        |        |        |        | Vierde klasse C                                                   | 44                                                                |                                                                                          |                                                                   |
| 1980/81                         |        |        |        |        | 2      |        |        |        |        | Vierde klasse A                                                   | 41                                                                |                                                                                          |                                                                   |
| 1981/82                         |        |        |        |        | 2      |        |        |        |        | Vierde klasse C                                                   | 45                                                                |                                                                                          |                                                                   |
| 1982/83                         |        |        |        |        | 2      |        |        |        |        | Vierde klasse D                                                   | 48                                                                |                                                                                          |                                                                   |
| 1983/84                         |        |        |        |        | 2      |        |        |        |        | Vierde klasse B                                                   | 50                                                                | In de beker uitgeschakeld door Lierse SK (2-1).                                          | 1/8                                                               |
| 1984/85                         |        |        |        |        | 5      |        |        |        |        | Vierde klasse C                                                   | 37                                                                |                                                                                          |                                                                   |
| 1985/86                         |        |        |        |        | 5      |        |        |        |        | Vierde klasse A                                                   | 32                                                                |                                                                                          |                                                                   |
| 1986/87                         |        |        |        |        | 1      |        |        |        |        | Vierde klasse C                                                   | 41                                                                |                                                                                          |                                                                   |
| 1987/88                         |        |        |        | 2      |        |        |        |        |        | Derde klasse B                                                    | 50                                                                |                                                                                          |                                                                   |
| 1988/89                         |        |        |        | 1      |        |        |        |        |        | Derde klasse B                                                    | 44                                                                | In de beker uitgeschakeld door KV Mechelen (1-6 over twee wedstrijden).                  | 1/4                                                               |
| 1989/90                         |        |        | 3      |        |        |        |        |        |        | Tweede klasse                                                     | 36                                                                | Finale van de promotie-eindronde verloren tegen Racing Genk (2-7 over twee wedstrijden). | 1/32                                                              |
| 1990/91                         |        |        | 14     |        |        |        |        |        |        | Tweede klasse                                                     | 26                                                                | In de beker uitgeschakeld door KSC Lokeren (0-3).                                        | 1/8                                                               |
| 1991/92                         |        |        | 13     |        |        |        |        |        |        | Tweede klasse                                                     | 24                                                                |                                                                                          | 1R                                                                |
| 1992/93                         |        |        | 16     |        |        |        |        |        |        | Tweede klasse                                                     | 23                                                                |                                                                                          | 1R                                                                |
| 1993/94                         |        |        |        | 14     |        |        |        |        |        | Derde klasse B                                                    | 24                                                                |                                                                                          | 1R                                                                |
| 1994/95                         |        |        |        | 14     |        |        |        |        |        | Derde klasse B                                                    | 23                                                                |                                                                                          | 2R                                                                |
| 1995/96                         |        |        |        | 15     |        |        |        |        |        | Derde klasse B                                                    | 22                                                                | Invoering driepuntensysteem                                                              | 2R                                                                |
| 1996/97                         |        |        |        |        | 7      |        |        |        |        | Vierde klasse C                                                   | 41                                                                |                                                                                          | 1R                                                                |
| 1997/98                         |        |        |        |        | 5      |        |        |        |        | Vierde klasse C                                                   | 50                                                                |                                                                                          | 5R                                                                |
| 1998/99                         |        |        |        |        | 3      |        |        |        |        | Vierde klasse B                                                   | 49                                                                |                                                                                          | 1R                                                                |
| 1999/00                         |        |        |        |        | 2      |        |        |        |        | Vierde klasse C                                                   | 54                                                                |                                                                                          | 3R                                                                |
| 2000/01                         |        |        |        |        | 2      |        |        |        |        | Vierde klasse C                                                   | 48                                                                |                                                                                          | 4R                                                                |
| 2001/02                         |        |        |        |        | 6      |        |        |        |        | Vierde klasse C                                                   | 45                                                                |                                                                                          | 4R                                                                |
| 2002/03                         |        |        |        |        | 10     |        |        |        |        | Vierde klasse C                                                   | 45                                                                |                                                                                          | 3R                                                                |
| 2003/04                         |        |        |        |        | 11     |        |        |        |        | Vierde klasse C                                                   | 35                                                                |                                                                                          | 4R                                                                |
| 2004/05                         |        |        |        |        | 11     |        |        |        |        | Vierde klasse B                                                   | 36                                                                |                                                                                          | 4R                                                                |
| 2005/06                         |        |        |        |        | 6      |        |        |        |        | Vierde klasse C                                                   | 48                                                                | In de beker uitgeschakeld door KAA Gent (0-3).                                           | 1/16                                                              |
| 2006/07                         |        |        |        |        | 14     |        |        |        |        | Vierde klasse C                                                   | 33                                                                |                                                                                          | 3R                                                                |
| 2007/08                         |        |        |        |        |        | 5      |        |        |        | Eerste prov. Antw.                                                | 45                                                                |                                                                                          | 2R                                                                |
| 2008/09                         |        |        |        |        |        | 2      |        |        |        | Eerste prov. Antw.                                                | 72                                                                | Promotie na winst in de eindrondefinale tegen Wijnegem VC (7-1 over twee wedstrijden).   | 1R                                                                |
| 2009/10                         |        |        |        |        | 7      |        |        |        |        | Vierde klasse C                                                   | 43                                                                |                                                                                          | 1R                                                                |
| 2010/11                         |        |        |        |        | 12     |        |        |        |        | Vierde klasse C                                                   | 38                                                                |                                                                                          | 2R                                                                |
| 2011/12                         |        |        |        |        | 14     |        |        |        |        | Vierde klasse C                                                   | 27                                                                |                                                                                          | 2R                                                                |
| 2012/13                         |        |        |        |        |        | 1      |        |        |        | Eerste prov. Antw.                                                | 61                                                                |                                                                                          | 2R                                                                |
| 2013/14                         |        |        |        |        | 5      |        |        |        |        | Vierde klasse C                                                   | 48                                                                |                                                                                          | 4R                                                                |
| 2014/15                         |        |        |        |        | 6      |        |        |        |        | Vierde klasse C                                                   | 44                                                                |                                                                                          | 4R                                                                |
| 2015/16                         |        |        |        |        | 4      |        |        |        |        | Vierde klasse C                                                   | 50                                                                | Promotie na winst in de eindrondefinale tegen KFC Sint-Lenaarts, over twee wedstrijden.  | 4R                                                                |
|                                 | 1A     | 1B     | 1Am    | 2Am    | 3Am    | P.I    | P.II   | P.III  | P.IV   | Vanaf 2016/17 zijn er 3 nationale en 4 provinciale amateurniveaus | Vanaf 2016/17 zijn er 3 nationale en 4 provinciale amateurniveaus | Vanaf 2016/17 zijn er 3 nationale en 4 provinciale amateurniveaus                        | Vanaf 2016/17 zijn er 3 nationale en 4 provinciale amateurniveaus |
| 2016/17                         |        |        |        | 7      |        |        |        |        |        | Tweede klasse Am. VV B                                            | 40                                                                |                                                                                          | 5R                                                                |
| 2017/18                         |        |        |        | 14     |        |        |        |        |        | Tweede klasse Am. VV B                                            | 30                                                                |                                                                                          | 3R                                                                |
| 2018/19                         |        |        |        |        | 6      |        |        |        |        | Derde klasse Am. VV B                                             | 43                                                                |                                                                                          | 3R                                                                |
| 2019/20                         |        |        |        |        | 10     |        |        |        |        | Derde klasse Am. VV B                                             | 31                                                                | Competitie na speeldag 24 stopgezet omwille van COVID-19-pandemie                        | 2R                                                                |
| 2020/21                         |        |        |        |        | 11     |        |        |        |        | Derde afdeling VV B                                               | 4                                                                 | Competitie na speeldag 3 stopgezet omwille van COVID-19-pandemie                         | 3R                                                                |
| 2021/22                         |        |        |        |        | 7      |        |        |        |        | Derde afdeling VV B                                               | 46                                                                |                                                                                          | 5R                                                                |
| 2022/23                         |        |        |        |        | 9      |        |        |        |        | Derde afdeling VV B                                               | 36                                                                |                                                                                          | 3R                                                                |
| 2023/24                         |        |        |        |        | 12     |        |        |        |        | Derde afdeling VV B                                               | 36                                                                |                                                                                          | 2R                                                                |
| 2024/25                         |        |        |        |        | 8      |        |        |        |        | Derde afdeling VV B                                               | 41                                                                |                                                                                          | 3R                                                                |
| 2025/26                         |        |        |        |        |        |        |        |        |        | Derde afdeling VV B                                               |                                                                   |                                                                                          |                                                                   |

#### Resultaten in grafiek
- 1953 13e
Derde provinciale
- 1954 11e
Derde provinciale
- 1955 3e
Derde provinciale
- 1956 7e
Tweede provinciale
- 1957 13e
Tweede provinciale
- 1958 6e
Tweede provinciale
- 1959 13e
Tweede provinciale
- 1960 15e
Tweede provinciale
- 1961 4e
Derde provinciale
- 1962 4e
Derde provinciale
- 1963 3e
Derde provinciale
- 1964 1e
Derde provinciale
- 1965 3e
Tweede provinciale
- 1966 3e
Eerste provinciale
- 1967 11e
Tweede provinciale
- 1968 8e
Tweede provinciale
- 1969 13e
Tweede provinciale
- 1970 2e
Eerste provinciale
- 1971 2e
Tweede provinciale
- 1972 6e
Tweede provinciale
- 1973 1e
Tweede provinciale
- 1974 2e
Eerste provinciale
- 1975 6e
Vierde klasse / Derde amateurklasse / Derde afdeling
- 1976 3e
Vierde klasse / Derde amateurklasse / Derde afdeling
- 1977 3e
Vierde klasse / Derde amateurklasse / Derde afdeling
- 1978 2e
Vierde klasse / Derde amateurklasse / Derde afdeling
- 1979 7e
Vierde klasse / Derde amateurklasse / Derde afdeling
- 1980 3e
Vierde klasse / Derde amateurklasse / Derde afdeling
- 1981 2e
Vierde klasse / Derde amateurklasse / Derde afdeling
- 1982 2e
Vierde klasse / Derde amateurklasse / Derde afdeling
- 1983 2e
Vierde klasse / Derde amateurklasse / Derde afdeling
- 1984 2e
Vierde klasse / Derde amateurklasse / Derde afdeling
- 1985 5e
Vierde klasse / Derde amateurklasse / Derde afdeling
- 1986 5e
Vierde klasse / Derde amateurklasse / Derde afdeling
- 1987 1e
Vierde klasse / Derde amateurklasse / Derde afdeling
- 1988 2e
Derde klasse / Tweede amateurklasse / Tweede afdeling
- 1989 1e
Derde klasse / Tweede amateurklasse / Tweede afdeling
- 1990 3e
Tweede klasse
- 1991 14e
Tweede klasse
- 1992 13e
Tweede klasse
- 1993 16e
Tweede klasse
- 1994 14e
Derde klasse / Tweede amateurklasse / Tweede afdeling
- 1995 14e
Derde klasse / Tweede amateurklasse / Tweede afdeling
- 1996 15e
Derde klasse / Tweede amateurklasse / Tweede afdeling
- 1997 7e
Vierde klasse / Derde amateurklasse / Derde afdeling
- 1998 5e
Derde klasse / Tweede amateurklasse / Tweede afdeling
- 1999 3e
Vierde klasse / Derde amateurklasse / Derde afdeling
- 2000 2e
Vierde klasse / Derde amateurklasse / Derde afdeling
- 2001 2e
Vierde klasse / Derde amateurklasse / Derde afdeling
- 2002 6e
Vierde klasse / Derde amateurklasse / Derde afdeling
- 2003 10e
Vierde klasse / Derde amateurklasse / Derde afdeling
- 2004 11e
Vierde klasse / Derde amateurklasse / Derde afdeling
- 2005 11e
Vierde klasse / Derde amateurklasse / Derde afdeling
- 2006 6e
Vierde klasse / Derde amateurklasse / Derde afdeling
- 2007 14e
Vierde klasse / Derde amateurklasse / Derde afdeling
- 2008 5e
Eerste provinciale
- 2009 2e
Eerste provinciale
- 2010 7e
Vierde klasse / Derde amateurklasse / Derde afdeling
- 2011 12e
Vierde klasse / Derde amateurklasse / Derde afdeling
- 2012 14e
Vierde klasse / Derde amateurklasse / Derde afdeling
- 2013 1e
Eerste provinciale
- 2014 5e
Vierde klasse / Derde amateurklasse / Derde afdeling
- 2015 6e
Vierde klasse / Derde amateurklasse / Derde afdeling
- 2016 4e
Vierde klasse / Derde amateurklasse / Derde afdeling
- 2017 7e
Derde klasse / Tweede amateurklasse / Tweede afdeling
- 2018 14e
Derde klasse / Tweede amateurklasse / Tweede afdeling
- 2019 6e
Vierde klasse / Derde amateurklasse / Derde afdeling
- 2020 10e
Vierde klasse / Derde amateurklasse / Derde afdeling
- 2021 11e
Vierde klasse / Derde amateurklasse / Derde afdeling
- 2022 7e
Vierde klasse / Derde amateurklasse / Derde afdeling
- 2023 9e
Vierde klasse / Derde amateurklasse / Derde afdeling
- 2024 12e
Vierde klasse / Derde amateurklasse / Derde afdeling
- 2025 8e
Vierde klasse / Derde amateurklasse / Derde afdeling

- Derde provinciale
- Tweede provinciale
- Derde klasse / Tweede amateurklasse / Tweede afdeling
- Tweede klasse
- Eerste klasse
- Eerste provinciale
- Vierde klasse / Derde amateurklasse / Derde afdeling

### B-elftal
| Seizoen                           | Klasse | Klasse | Klasse | Klasse | Klasse | Klasse | Klasse | Klasse | Klasse | Reeks                | Punten | Opmerkingen | Beker van Antwerpen |
|                                   | 1A     | 1B     | 1Am    | 2Am    | 3Am    | P.I    | P.II   | P.III  | P.IV   |                      |        | |                     |
| --------------------------------- | ------ | ------ | ------ | ------ | ------ | ------ | ------ | ------ | ------ | -------------------- | ------ | --- | ------------------- |
| Sinds 2023 als KFC Zwarte Leeuw B |        |        |        |        |        |        |        |        |        |                      |        | |                     |
| 2023/24                           |        |        |        |        |        |        |        |        | 3      | Vierde prov. Antw. E | 58     | Promotie na overwinningen in de promotie-eindronde tegen Olen United (0-1), Alberta Schilde (2-5) en Boechoutse (1-1 na 120', 9-8 op strafschoppen). | GR                  |
| 2024/25                           |        |        |        |        |        |        |        | 16     |        | Derde prov. Antw. B  | 11     | | GR                  |
| 2025/26                           |        |        |        |        |        |        |        |        |        | Vierde prov. Antw. E |        | |                     |

### Vrouwen
| Seizoen | Klasse | Klasse | Klasse | Klasse | Klasse | Klasse | Klasse | Reeks                | Punten |
|         | S      | I      | II     | P.I    | P.II   | P.III  | P.IV   |                      |        |
| ------- | ------ | ------ | ------ | ------ | ------ | ------ | ------ | -------------------- | ------ |
| 2018/19 |        |        |        |        | 9      |        |        | Tweede prov. Antw.   | 24     |
| 2017/18 |        |        |        |        | 13     |        |        | Tweede prov. Antw.   | 19     |
| 2018/19 |        |        |        |        | 12     |        |        | Tweede prov. Antw.   | 31     |
| 2019/20 |        |        |        |        | 12     |        |        | Tweede prov. Antw.   | 7      |
| 2020/21 |        |        |        |        |        |        | 3      | Vierde prov. Antw. B | 9      |
| 2021/22 |        |        |        |        |        |        | 5      | Vierde prov. Antw. B | 56     |

## Hoogtepunten
Er zijn enkele hoogtepunten in de geschiedenis van KFC Zwarte Leeuw. Zo speelde het eerste elftal van de club ooit de eindronde om te stijgen naar eerste klasse, raakte het regelmatig ver in de Beker van België en speelde het ooit zelfs een wedstrijd tegen de Rode Duivels.

### Bekercampagne 1983/84
In het seizoen 1983/84 was de bekercampagne van toenmalig vierdeklasser Zwarte Leeuw een succes. De Leeuwen stootten vijf rondes na elkaar door zonder één tegendoelpunt te incasseren: van Elewijt werd 5-0 gewonnen, op Hamme werd het 0-2, in Rijkevorsel werd Doornik met 2-0 geklopt en Boom werd na een 0-0-gelijkspel op strafschoppen geklopt (4-3). Dat bracht Zwarte Leeuw in de 32ste finale tegen eersteklasser Beerschot. Op het Kiel werd met zware 0-4-cijfers gewonnen, waarna de Leeuwen het in de 16de finale mochten opnemen tegen Lierse. Op het Lisp stopte het bekeravontuur. Voor 13.000 toeschouwers werd met 2-1 verloren. 
| 8 januari 1984                                            | Lierse SK                    | 2-1 | KFC Zwarte Leeuw     | Opstelling Lierse SK | Opstelling KFC Zwarte Leeuw |  |
| Stadion: Herman Vanderpoortenstadion Toeschouwers: 13.000 | Cornelissen 29' Snelders 88' |     | 33' (pen) Van Dooren | Verlinden, De Vos, Snelders, Van den Buijs, Boskamp, Maris (65' Van Noten), Helleputte, Soons, Schroyens, Cornelissen, Weihrauch | Roes, Janssens, Paulussen, Brosens, L. Van der Linden, Daemen, Janssen (72' Van Cottem), Hendrickx, Van den Eynden, Van Dooren, De Brouwer (88' Schelles) |  |
| Stadion: Herman Vanderpoortenstadion Toeschouwers: 13.000 |                              |     |                      | Verlinden, De Vos, Snelders, Van den Buijs, Boskamp, Maris (65' Van Noten), Helleputte, Soons, Schroyens, Cornelissen, Weihrauch | Roes, Janssens, Paulussen, Brosens, L. Van der Linden, Daemen, Janssen (72' Van Cottem), Hendrickx, Van den Eynden, Van Dooren, De Brouwer (88' Schelles) |  |
| Stadion: Herman Vanderpoortenstadion Toeschouwers: 13.000 |                              |     |                      | Verlinden, De Vos, Snelders, Van den Buijs, Boskamp, Maris (65' Van Noten), Helleputte, Soons, Schroyens, Cornelissen, Weihrauch | Roes, Janssens, Paulussen, Brosens, L. Van der Linden, Daemen, Janssen (72' Van Cottem), Hendrickx, Van den Eynden, Van Dooren, De Brouwer (88' Schelles) |  |
|                                                           |                              |     |                      | | |  |

### Bekercampagne 1988/89
In het seizoen 1988/89 bereikten de Leeuwen de kwartfinale van de Beker van België. Daarin troffen ze Europese grootmacht KV Mechelen. Over twee wedstrijden werd met 1-6 verloren van Malinwa. De thuismatch van Zwarte Leeuw werd gespeeld in het stadion van Lierse. Het enige geel-zwarte doelpunt werd gescoord door Kees Govers.
| 8 maart 1989                                              | KFC Zwarte Leeuw | 1-1 | KV Mechelen      | Opstelling KFC Zwarte Leeuw | Opstelling KV Mechelen |  |
| Stadion: Herman Vanderpoortenstadion Toeschouwers: 18.000 | Govers 66'       |     | 12' (pen) Bosman | De Fré, R. Soffers, Delen, Donckers, Blommaert, G. Franken, Janssens, P. Franken, T. Soffers, Govers (83' Van Dooren), Van der Stappen (73' Adriaensen) | Preud'homme, Sanders (67' De Greef), Emmers, Deferm, Versavel, Hofkens, De Mesmaeker, De Wilde (56' den Boer, Bosman, Wilmots, Ohana |  |
| Stadion: Herman Vanderpoortenstadion Toeschouwers: 18.000 |                  |     |                  | De Fré, R. Soffers, Delen, Donckers, Blommaert, G. Franken, Janssens, P. Franken, T. Soffers, Govers (83' Van Dooren), Van der Stappen (73' Adriaensen) | Preud'homme, Sanders (67' De Greef), Emmers, Deferm, Versavel, Hofkens, De Mesmaeker, De Wilde (56' den Boer, Bosman, Wilmots, Ohana |  |
| Stadion: Herman Vanderpoortenstadion Toeschouwers: 18.000 |                  |     |                  | De Fré, R. Soffers, Delen, Donckers, Blommaert, G. Franken, Janssens, P. Franken, T. Soffers, Govers (83' Van Dooren), Van der Stappen (73' Adriaensen) | Preud'homme, Sanders (67' De Greef), Emmers, Deferm, Versavel, Hofkens, De Mesmaeker, De Wilde (56' den Boer, Bosman, Wilmots, Ohana |  |
|                                                           |                  |     |                  | | |  |

| 12 april 1989                                   | KV Mechelen                                                     | 5-0 | KFC Zwarte Leeuw | Opstelling KV Mechelen                                                                                       | Opstelling KFC Zwarte Leeuw |  |
| Stadion: Achter de Kazerne Toeschouwers: 12.000 | E. Koeman 12' Hofkens 59' E. Koeman 75' Versavel 83' Rutjes 87' |     |                  | Preud'homme, Sanders, Emmers, Rutjes, Deferm, Hofkens, E. Koeman, De Wilde, Versavel, De Mesmaeker, den Boer | De Fré, Blommaert, Janssens, Delen, P. Franken, Govers, R. Soffers (63' Van Den Broeck), Fransen, Adriaensen (75' Vorsselmans), Donckers, T. Soffers |  |
| Stadion: Achter de Kazerne Toeschouwers: 12.000 |                                                                 |     |                  | Preud'homme, Sanders, Emmers, Rutjes, Deferm, Hofkens, E. Koeman, De Wilde, Versavel, De Mesmaeker, den Boer | De Fré, Blommaert, Janssens, Delen, P. Franken, Govers, R. Soffers (63' Van Den Broeck), Fransen, Adriaensen (75' Vorsselmans), Donckers, T. Soffers |  |
| Stadion: Achter de Kazerne Toeschouwers: 12.000 |                                                                 |     |                  | Preud'homme, Sanders, Emmers, Rutjes, Deferm, Hofkens, E. Koeman, De Wilde, Versavel, De Mesmaeker, den Boer | De Fré, Blommaert, Janssens, Delen, P. Franken, Govers, R. Soffers (63' Van Den Broeck), Fransen, Adriaensen (75' Vorsselmans), Donckers, T. Soffers |  |
|                                                 |                                                                 |     |                  | | |  |

### Eindronde 1989/90
Nooit was Zwarte Leeuw dichter bij Eerste klasse dan in mei 1990. In het seizoen 1989/90 trad Zwarte Leeuw voor het eerst in de clubgeschiedenis aan in Tweede klasse en de Leeuwen stonden na tien speeldagen aan kop, wat hen de eerste periodetitel opleverde. Daardoor mochten ze na de reguliere competitie aantreden in de eindronde, samen met Racing Genk, Lommel en Boom. Zwarte Leeuw verloor de eerste twee speeldagen achtereenvolgens met 1-2 van Boom en 1-0 van Genk, waardoor het al vroeg een moeilijke zaak leek te worden voor de club. Op speeldag drie keerde het tij echter voor geel-zwart. Thuis werd 2-1 gewonnen van Lommel. Op speeldag vier gingen de Leeuwen vervolgens 2-4 winnen op Lommel. Na speeldag vier had Genk de beste papieren om de eindronde te winnen, maar op speeldag vijf slaagden de Limburgers er niet in om te winnen tegen Lommel, terwijl Zwarte Leeuw wel punten pakte op Boom. Daardoor volstond voor Zwarte Leeuw een gelijkspel op de laatste speeldag, tegen Genk, om te promoveren naar Eerste klasse, aangezien de Leeuwen een beter doelsaldo hadden dan de Genkenaren. Op de laatste speeldag verloor Zwarte Leeuw echter met zware 2-7-cijfers van Racing, waardoor zij en niet Zwarte Leeuw naar Eerste klasse promoveerde.
| 27 mei 1990                                           | FC Boom | 0-1 | KFC Zwarte Leeuw | Opstelling FC Boom                                                                                                 | Opstelling KFC Zwarte Leeuw |  |
| Stadion: Gemeentelijk Parkstadion Toeschouwers: 4.000 |         |     | 60' R. Soffers   | Vekeman, Droessaert, Buana, Ndanga, Byrne, Matheuse, Noë, Van den Bossche, Willems, Goossens, Bell (46' Carchiolo) | Peeters, P. Franken, Delen, Donckers, R. Soffers, T. Soffers, Bevers, Cox (89' Bax), Govers, Adriaensen (80' Meeusen, G. Franken |  |
| Stadion: Gemeentelijk Parkstadion Toeschouwers: 4.000 |         |     |                  | Vekeman, Droessaert, Buana, Ndanga, Byrne, Matheuse, Noë, Van den Bossche, Willems, Goossens, Bell (46' Carchiolo) | Peeters, P. Franken, Delen, Donckers, R. Soffers, T. Soffers, Bevers, Cox (89' Bax), Govers, Adriaensen (80' Meeusen, G. Franken |  |
| Stadion: Gemeentelijk Parkstadion Toeschouwers: 4.000 |         |     |                  | Vekeman, Droessaert, Buana, Ndanga, Byrne, Matheuse, Noë, Van den Bossche, Willems, Goossens, Bell (46' Carchiolo) | Peeters, P. Franken, Delen, Donckers, R. Soffers, T. Soffers, Bevers, Cox (89' Bax), Govers, Adriaensen (80' Meeusen, G. Franken |  |
|                                                       |         |     |                  | | |  |

| 31 mei 1990                                        | KFC Zwarte Leeuw       | 2-7 | KRC Genk                                                                            | Opstelling KFC Zwarte Leeuw                                                                               | Opstelling KRC Genk |  |
| Stadion: Louis Van Roeystadion Toeschouwers: 5.500 | G. Franken 12' Cox 52' |     | 12' Bussutil 14' Bućan 20' Bussutil 51' Hermans 56' Custers 64' Denier 66' Olivieri | Peeters, Cox, Donckers, Delen, Bevers, P. Franken, G. Franken, Adriaensen, Govers, R. Soffers, T. Soffers | Gaspercic, Custers (63' Bijnens), Vangronsveld, Olivieri, Smolders, Hermans, Denier, Bussutil (72' Sengulier), Reynders, Bućan, Gyimesi |  |
| Stadion: Louis Van Roeystadion Toeschouwers: 5.500 |                        |     |                                                                                     | Peeters, Cox, Donckers, Delen, Bevers, P. Franken, G. Franken, Adriaensen, Govers, R. Soffers, T. Soffers | Gaspercic, Custers (63' Bijnens), Vangronsveld, Olivieri, Smolders, Hermans, Denier, Bussutil (72' Sengulier), Reynders, Bućan, Gyimesi |  |
| Stadion: Louis Van Roeystadion Toeschouwers: 5.500 |                        |     |                                                                                     | Peeters, Cox, Donckers, Delen, Bevers, P. Franken, G. Franken, Adriaensen, Govers, R. Soffers, T. Soffers | Gaspercic, Custers (63' Bijnens), Vangronsveld, Olivieri, Smolders, Hermans, Denier, Bussutil (72' Sengulier), Reynders, Bućan, Gyimesi |  |
|                                                    |                        |     |                                                                                     | | |  |

Eindklassement eindronde
| Team | Team             | P | W | G | V | +  | -  | DS | Ptn |                             | GEN | ZWL | LSK | FCB |
| ---- | ---------------- | - | - | - | - | -- | -- | -- | --- | --------------------------- | --- | --- | --- | --- |
| 1    | KRC Genk         | 6 | 4 | 0 | 2 | 11 | 6  | 5  | 8   | Promotie naar eerste klasse | —   | 1–0 | 0–2 | 1–0 |
| 2    | KFC Zwarte Leeuw | 6 | 3 | 0 | 3 | 10 | 13 | -3 | 6   |                             | 2–7 | —   | 2–1 | 1–2 |
| 3    | KFC Lommel SK    | 6 | 2 | 1 | 3 | 9  | 9  | 0  | 5   |                             | 2–0 | 2–4 | —   | 1–1 |
| 4    | K. Boom FC       | 6 | 2 | 1 | 3 | 5  | 7  | -2 | 5   |                             | 0–2 | 0–1 | 2–1 | —   |

### Tegen de Belgische nationale ploeg
| 11 juni 2000                                      | België                                                                  | 6-1 | KFC Zwarte Leeuw | Opstelling België | Opstelling KFC Zwarte Leeuw |
| Stadion: Staf Janssensstadion Toeschouwers: 2.200 | M. Mpenza 40' Nilis 44' De Bilde 55' Walem 66' De Bilde 75' Peeters 77' |     | 80' Jochems      | De Vlieger, Hendrikx, Van Meir, J. Peeters, Van Kerckhoven ('41 Mous), Clement, Walem, M. Mpenza, Herpoel (41' Franssen), De Bilde, Nilis (45' Spreeuwers) |                             |
| Stadion: Staf Janssensstadion Toeschouwers: 2.200 |                                                                         |     |                  | De Vlieger, Hendrikx, Van Meir, J. Peeters, Van Kerckhoven ('41 Mous), Clement, Walem, M. Mpenza, Herpoel (41' Franssen), De Bilde, Nilis (45' Spreeuwers) |                             |
| Stadion: Staf Janssensstadion Toeschouwers: 2.200 |                                                                         |     |                  | De Vlieger, Hendrikx, Van Meir, J. Peeters, Van Kerckhoven ('41 Mous), Clement, Walem, M. Mpenza, Herpoel (41' Franssen), De Bilde, Nilis (45' Spreeuwers) |                             |
|                                                   |                                                                         |     |                  | |                             |

### Bekercampagne 2005/06
| 11 november 2005                                   | KFC Zwarte Leeuw | 0-3 | KAA Gent                                  | Opstelling KFC Zwarte Leeuw | Opstelling KAA Gent |  |
| Stadion: Louis Van Roeystadion Toeschouwers: 3.000 |                  |     | 10' Boussoufa 62' Martens 64' (pen) Foley | Van Besauw, Hendrickx (80' Sysmans), Lauryssen, Jochems, Goos (80' Dufraing), Martens, Kustermans, Pereira, Van de Perre, Swaegers (84' G. Van der Linden), R. Van der Linden | Herpoel, Blessing, Laybutt, Hakonsen (46' Thompson), Martens, Vrancken, Boussoufa (84' Cooreman), Mamouni, De Beule, Foley, Zoko (80' Grégoire) |  |
| Stadion: Louis Van Roeystadion Toeschouwers: 3.000 |                  |     |                                           | Van Besauw, Hendrickx (80' Sysmans), Lauryssen, Jochems, Goos (80' Dufraing), Martens, Kustermans, Pereira, Van de Perre, Swaegers (84' G. Van der Linden), R. Van der Linden | Herpoel, Blessing, Laybutt, Hakonsen (46' Thompson), Martens, Vrancken, Boussoufa (84' Cooreman), Mamouni, De Beule, Foley, Zoko (80' Grégoire) |  |
| Stadion: Louis Van Roeystadion Toeschouwers: 3.000 |                  |     |                                           | Van Besauw, Hendrickx (80' Sysmans), Lauryssen, Jochems, Goos (80' Dufraing), Martens, Kustermans, Pereira, Van de Perre, Swaegers (84' G. Van der Linden), R. Van der Linden | Herpoel, Blessing, Laybutt, Hakonsen (46' Thompson), Martens, Vrancken, Boussoufa (84' Cooreman), Mamouni, De Beule, Foley, Zoko (80' Grégoire) |  |
|                                                    |                  |     |                                           | | |  |

## Records

### A-elftal

#### Gespeelde wedstrijden
| Plaats | Naam                 | Periode                    | Aantal gespeelde wedstrijden |
| ------ | -------------------- | -------------------------- | ---------------------------- |
| 1      | Danny Van den Eynden | 1972-1988                  | 455                          |
| 2      | Gert Jochems         | 1991-1996, 1997-2008, 2010 | 424                          |
| 3      | August De Beuckelaer | 1953-1969                  | 358                          |
| 4      | Jozef Fransen        | 1967-1982                  | 326                          |
| 5      | Jan Van Leuven       | 1953-1966                  | 305                          |
| 6      | Theo Van Dooren      | 1955-1965                  | 292                          |
| 7      | Luc Sysmans          | 1995-2007                  | 278                          |
| 8      | Rob Soffers          | 1986-1999                  | 278                          |
| 9      | Karel Peenen         | 1953-1968                  | 278                          |
| 10     | Freddy Roes          | 1977-1987                  | 269                          |

#### Doelpunten
- Hoogst aantal doelpunten: Gustaaf Smolderen, 153 doelpunten, 1961-1973
- Hoogst aantal doelpunten in één seizoen, door één speler: Gustaaf Smolderen: 64 doelpunten, seizoen 1963/64
- Hoogst aantal doelpunten voor in één seizoen: 133 doelpunten, seizoen 1963/64
- Hoogst aantal doelpunten tegen in één seizoen: 120 doelpunten, seizoen 1946/47
- Laagst aantal doelpunten voor in één seizoen: 4 doelpunten, seizoen 1946/47
- Laagst aantal doelpunten tegen in één seizoen: 3 doelpunten, seizoen 1939/40

#### Punten
- Hoogst aantal punten behaald in één seizoen (in tweepuntensysteem): 50 punten, seizoenen 1983/84 en 1987/88
- Hoogst aantal punten behaald in één seizoen (in driepuntensysteem): 72 punten, seizoen 2008/09
- Laagst aantal punten behaald in één seizoen (in tweepuntensysteem): 8 punten, seizoen 1946/47
- Laagst aantal punten behaald in één seizoen (in driepuntensysteem): 22 punten, seizoen 1995/96

### B-elftal

#### Doelpunten
- Hoogst aantal doelpunten: Andreas Fooy, 17 doelpunten, 2023-2024
- Hoogst aantal doelpunten in één seizoen, door één speler: Andreas Fooy: 17 doelpunten, seizoen 2023/24
- Hoogst aantal doelpunten voor in één seizoen: 51 doelpunten, seizoen 2023/24
- Hoogst aantal doelpunten tegen in één seizoen: 108 doelpunten, seizoen 2024/25
- Laagst aantal doelpunten voor in één seizoen: 28 doelpunten, seizoen 2024/25
- Laagste aantal doelpunten tegen in één seizoen: 39 doelpunten, seizoen 2023/24

#### Punten
- Hoogst aantal punten behaald in één seizoen: 58 punten, seizoen 2023/24
- Laagst aantal punten behaald in één seizoen: 11 punten, seizoen 2024/25

## Gouden Schoen
Sinds het seizoen 1986/87 reikt de supportersclub na afloop van elk seizoen de Gouden Schoen uit aan de beste A-ploegspeler van het afgelopen seizoen. Deze speler wordt verkozen via een stemming onder de leden van de supportersclub.
| Seizoen | Winnaar Gouden Schoen                            |
| ------- | ------------------------------------------------ |
| 1986/87 | Paul Van Dooren                                  |
| 1987/88 | Danny Van den Eynden                             |
| 1988/89 | Kris De Fré                                      |
| 1989/90 | Marc Adriaensen                                  |
| 1990/91 | Paul Peeters                                     |
| 1991/92 | Ton Soffers                                      |
| 1992/93 | Jef Dufraing                                     |
| 1993/94 | Gert Jochems                                     |
| 1994/95 | Ron De Grauw                                     |
| 1995/96 | Rob Soffers                                      |
| 1996/97 | Mario Van Ginneken                               |
| 1997/98 | Marco Van Dijnsen                                |
| 1998/99 | Marcos Pereira                                   |
| 1999/00 | Mario Van Ginneken                               |
| 2000/01 | Bert Van Riel                                    |
| 2001/02 | Luc Sysmans                                      |
| 2002/03 | Kurt Braspenninckx                               |
| 2003/04 | Kevin Van Besauw                                 |
| 2004/05 | Sven Hendrickx                                   |
| 2005/06 | Rogerio Pereira                                  |
| 2006/07 | Kevin Van Besauw                                 |
| 2007/08 | Gert Martens                                     |
| 2008/09 | Sven Schoenmakers                                |
| 2009/10 | Gert Martens                                     |
| 2010/11 | Vincent De Jongh                                 |
| 2011/12 | Gert Martens                                     |
| 2012/13 | Dimitri Hairemans                                |
| 2013/14 | Jelle Van Kruijssen                              |
| 2014/15 | Nick Lauryssen                                   |
| 2015/16 | Ruben Meynendonckx                               |
| 2016/17 | Thijs Schrauwen                                  |
| 2017/18 | Kevin Truyts                                     |
| 2018/19 | Gianni Vets                                      |
| 2019/20 | niet uitgereikt omwille van de Covid-19-pandemie |
| 2020/21 | niet uitgereikt omwille van de Covid-19-pandemie |
| 2021/22 | Tiago Faria da Silva                             |
| 2022/23 | Tiago Faria da Silva                             |
| 2023/24 | Nick Verboven                                    |
| 2024/25 | Jeroen Hofmans                                   |

## A-elftal seizoen 2025/26

### Spelerskern
| Nr.           | Naam                 | Geb.datum  | Sinds          | Vorige club           |
| Doelmannen    | Doelmannen           | Doelmannen | Doelmannen     | Doelmannen            |
| ------------- | -------------------- | ---------- | -------------- | --------------------- |
| 1             | Jeroen Hofmans       | 23-10-1993 | 2020           | K Racing Mechelen     |
|               | Jarne Janssen        | 7-1-2004   | 2024           | K Lyra-Lierse         |
|               | Sebastian Vrints     | 14-7-2007  | 2025           | K Lierse SK           |
| Verdedigers   |                      |            |                |                       |
| 3             | Ferhat Görgülü       | 28-10-1991 | 2024           | Inegölspor            |
| 4             | Sebbe De Beuckelaer  | 6-4-1999   | 2019           | R Cappellen FC        |
| 5             | Quinten Simons       | 9-9-1999   | 2021           | K Rupel Boom FC       |
| 12            | Jordy Dupont         | 2-1-2001   | 2022           | KFC Berlaar-Heikant   |
| 13            | Joppe Neefs          | 18-1-1999  | 2019           | KFC Dessel Sport      |
| 16            | Yannick Defossez     | 6-8-1992   | 2022           | Hoogstraten VV        |
| 20            | Toon Vermeiren       | 6-12-2003  | Jeugdopleiding | Jeugdopleiding        |
| Middenvelders |                      |            |                |                       |
| 2             | Arno Robert          | 4-7-2002   | 2023           | K Racing Mechelen     |
| 6             | Nick Verboven        | 15-6-1999  | 2019           | KFC Dessel Sport      |
| 8             | Nesta Vallez         | 23-10-1997 | 2024           | K Racing Mechelen     |
| 10            | Jens Lambrechts (C)  | 7-2-1995   | 2019           | Hoogstraten VV        |
|               | Dries Heylen         | 25-3-2005  | 2025           | AS Verbroedering Geel |
|               | Beau Hillen          | 22-4-2005  | 2025           | Hoogstraten VV        |
|               | Owen Mossel          | 28-4-2005  | 2025           | Hoogstraten VV        |
| 21            | Nassim Isohadouten   | 18-6-2003  | 2023           | K Merksplas SK        |
| Aanvallers    |                      |            |                |                       |
| 7             | Tiago Faria da Silva | 15-10-1992 | 2021           | R Cappellen FC        |
| 9             | Jesse Claessens      | 22-12-1998 | 2024           | KFC Nijlen            |
| 14            | Yeremia Baruani      | 18-1-2005  | 2023           | Willem II             |
| 20            | Nick Bastiaensen     | 15-7-2003  | 2025           | KSK Heist             |
| 22            | Stijn Aerts          | 19-10-2006 | Jeugdopleiding | Jeugdopleiding        |

### Transfers
| Inkomend         | Inkomend     | Inkomend                       |
| Naam             | Positie      | Vorige club                    |
| ---------------- | ------------ | ------------------------------ |
| Sebastian Vrints | Doelman      | K Lierse SK                    |
| Owen Mossel      | Middenvelder | Hoogstraten VV                 |
| Beau Hillen      | Middenvelder | Hoogstraten VV                 |
| Dries Heylen     | Middenvelder | AS Verbroedering Geel          |
| Nick Bastiaensen | Aanvaller    | KSK Heist (sinds januari 2025) |
| Uitgaand         |              |                                |
| Naam             | Positie      | Nieuwe club                    |
| Nikas Jochems    | Middenvelder | KVV Vosselaar                  |
| Jonas Nooyens    | Middenvelder | Merksplas SK                   |
| Cedric Nooyens   | Middenvelder | Merksplas SK                   |
| Timo Regouin     | Aanvaller    | Hoogstraten VV                 |

### Technische staf
| Naam             | Functie           |
| ---------------- | ----------------- |
| Gino Swaegers    | Hoofdcoach        |
| Toon Kustermans  | Assistent-coach   |
| Kevin Van Besauw | Keeperstrainer    |
| Johan Lambrechts | Afgevaardigde     |
| Wim De Vry       | Afgevaardigde     |
| Frans Mertens    | Terreincommisaris |
| Moranne Fransen  | Verzorgster       |

## Stadion

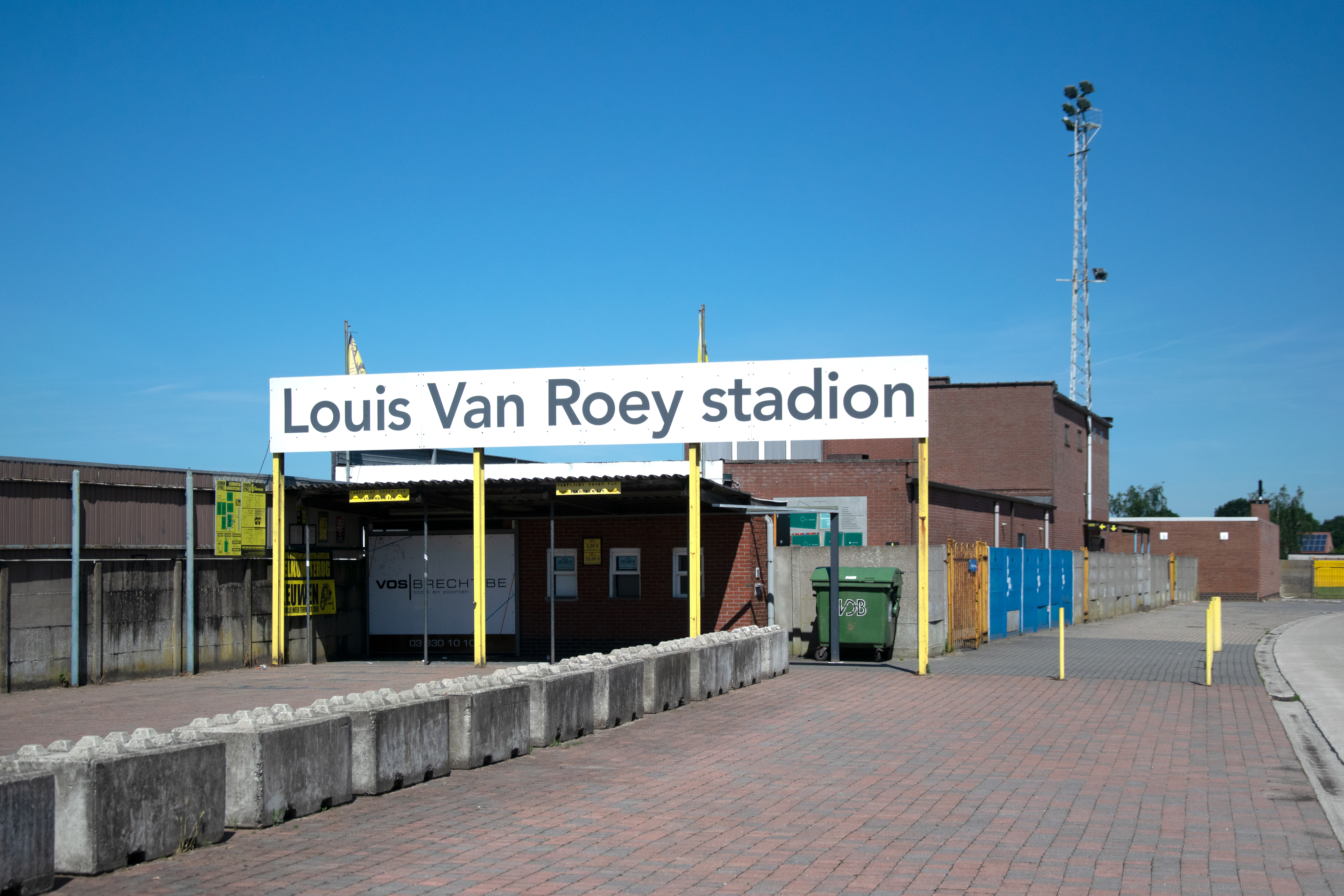
De ingang van het stadion, met in de achtergrond het clubgebouw.

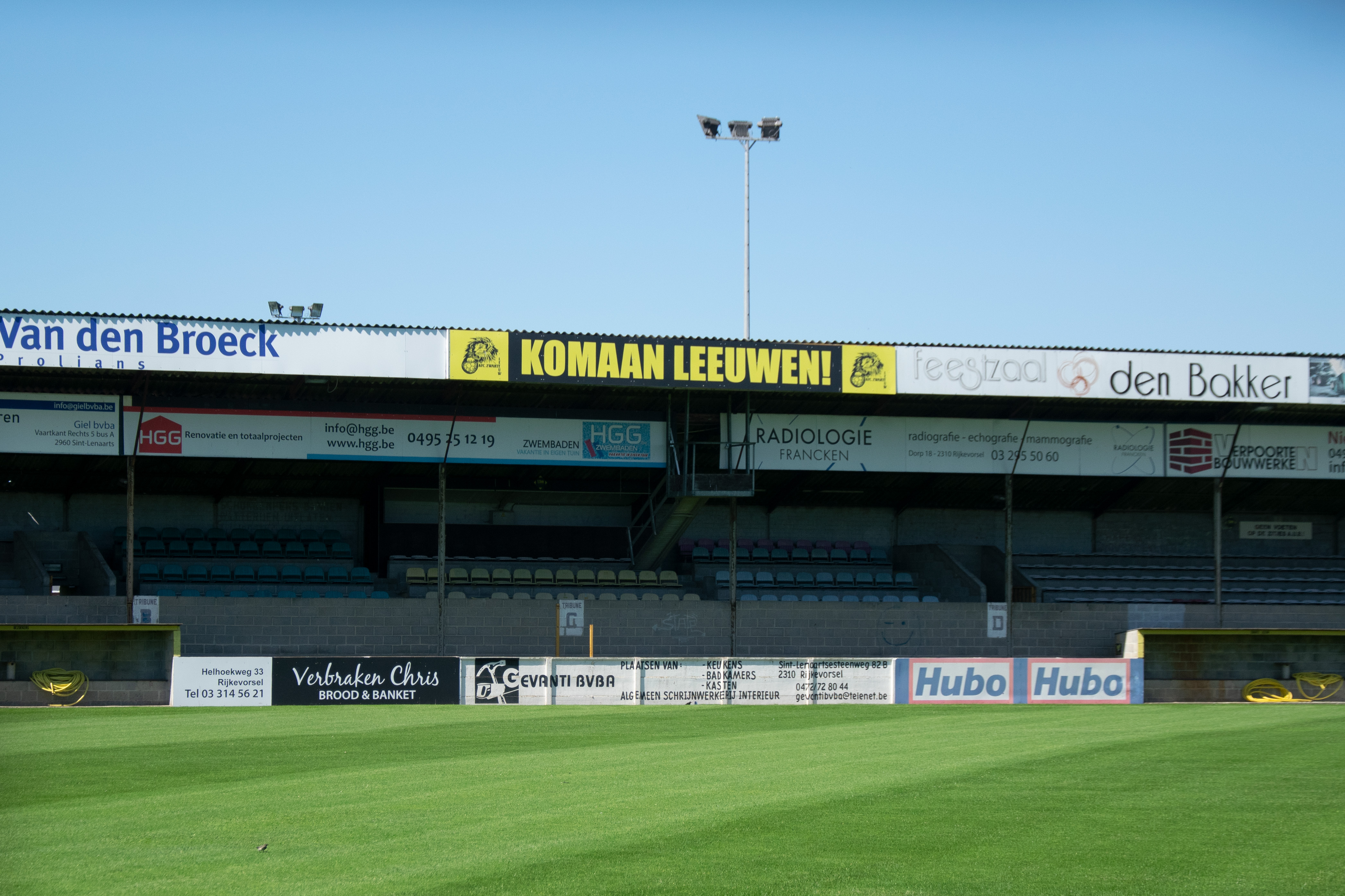
Zicht op de hoofdtribune en de dugouts.

De club speelt zijn thuiswedstrijden in het Louis Van Roeystadion. In de begindagen van de club speelde Zwarte Leeuw echter op verschillende terreinen in en rond het centrum van Rijkevorsel. Bij nood aan een vast speelveld werd in 1926 een stek gevonden langs de huidige Oostmalsesteenweg, zo’n 400 meter van Brug 8. Op dit terrein zouden de Leeuwen tot 1971 hun thuismatchen spelen. Sinds het begin van de jaren zestig waren er immers al plannen om te verhuizen naar een ruimere locatie dichter bij het dorpscentrum van Rijkevorsel. Deze veel ruimere locatie werd gevonden langs de Kruispad. Sinds 1971 hebben alle teams van Zwarte Leeuw er hun thuisbasis. In 1982 werd het nieuwe stadion genoemd naar een van de bezielers van het nieuwe stadion en een oud-voorzitter van de club: Louis Van Roey. In de jaren tachtig en negentig werd het stadion uitgebreid en kreeg het zijn huidige vorm. Vandaag heeft het Louis Van Roeystadion een capaciteit van circa 6.000 toeschouwers, er zijn 678 zitplaatsen. 

## Sponsors

### A-elftal
| Periode    | Shirtsponsor             | Rugsponsor                                | Shortsponsor                 | Kledingmerk                 |
| ---------- | ------------------------ | ----------------------------------------- | ---------------------------- | --------------------------- |
| 1972-1993  | Bouwbedrijf Van Roey     |                                           |                              | Verschillende kledingmerken |
| 1993-1994  | Laser                    | Umbro                                     |                              |                             |
| 1994-1996  |                          | Hummel                                    |                              |                             |
| 1996-1997  | CoupéTrans               | Hummel                                    |                              |                             |
| 1997-1998  |                          | Hummel                                    |                              |                             |
| 1998-2001  | Sbarro                   | Staalbeton                                | Puma                         |                             |
| 2001-2004  | Sbarro                   | Staalbeton                                | Lotto                        |                             |
| 2004-2006  | Sbarro                   | Staalbeton                                | JAKO                         |                             |
| 2006-2007  | Sbarro                   | Staalbeton                                | Garage Gibosch Marc Van Gils | Masita                      |
| 2007-2008  | Sbarro                   | Staalbeton                                | Sportcity                    | Masita                      |
| 2008-2009  | Sbarro                   | Staalbeton                                | Vanreusel Snacks             | Masita                      |
| 2009-2010  | Sbarro                   | Staalbeton                                | Vanreusel Snacks             | Nike                        |
| 2010-2013  | Sbarro                   | Staalbeton & Hermans Heftrucks            | Vanreusel Snacks             | Patrick                     |
| 2013-2014  | Sbarro                   | Staalbeton & Hermans Heftrucks            | Vanreusel Snacks             | Erima                       |
| 2014-2015  | Sbarro                   | Staalbeton & Garage Gibosch Marc Van Gils | Vanreusel Snacks             | Erima                       |
| 2015-2019  | Geoservices Warmtepompen | Staalbeton & Hermans Heftrucks            |                              | Erima                       |
| 2019-2022  | De Keyser Construct      | Staalbeton & Hermans Heftrucks            | Toyo Tires                   | JAKO                        |
| 2022-heden | Argenta Luc Sysmans      | Staalbeton & Hermans Heftrucks            | Toyo Tires & Den Berk Délice | JAKO                        |

### B-elftal
| Periode    | Shirtsponsor       | Kledingmerk |
| ---------- | ------------------ | ----------- |
| 2023-heden | Eetcafé 't Centrum | JAKO        |

## Clubliederen:Zwarte Leeuw Kampioen&Het Leeuwenlied
In 1989, naar aanleiding van het kampioenschap in Derde Klasse, werd een 7-inch-vinyl-single opgenomen door Rijkevorselse band Floeren Aap en de toenmalige spionkop van Zwarte Leeuw. De bezetting van Floeren Aap bestond toen onder meer uit Wim Sterkens (gitaar en zang) en Rijkevorsels ereburger Marc Simons (zang). De A-kant van de single bevatte het lied Zwarte Leeuw Kampioen. De B-kant op zijn beurt bevatte Het Leeuwenlied.

### Zwarte Leeuw Kampioen
(Beste mensen, gaan wij een liedje zingen?)

(Laat de Leeuw los!)

Zwarte Leeuw

Zwarte Leeuw

Zwarte Leeuw is kampioen

Zwarte Leeuw

Zwarte Leeuw

Er is niks meer aan te doen

Laat de Leeuw uit z’n hol

Want het stadion is vol

We geven weer katoen

Zwarte Leeuw is kampioen

Daar staat Swa De Beuckelaer, hij roept zo hard hij kan (Komaan Leeuwen!)

En Danny Smits verliest er al z’n wilde haren van 

De Kiek roept van zenuwen in de Kamiel z’n oor

De spionkop zingt, ‘t is haast een engelenkoor

Refrein

En Polleke Cleymans paradeert er in z’n Leeuwenpak

En iedereen eet gele frieten uit een zwarte zak

De Ferre schildert Leeuwen op de ramen en de deur

En ook de Swa krijgt een gele kleur

Refrein

Olé

Olé

Olé

De spionkop roept en tiert

De spelers zijn al op het plein

De trainer lacht

Een tactisch plan ontspruit weer uit z’n brein

De zwart-gele sjaals en de petten in de lucht

De tegenstander slaat al op de vlucht

Refrein (6x)

### Het Leeuwenlied
Wij zijn de sjotters van de Leeuwen

De nieuwe voetbalkampioen

Wij zijn het hoofd en de benen

We worden wereldkampioen

We wipten den Beerschot uit den beker

Den Antwerp en Racing Genk

En zelfs die van KV Mechelen 

Kregen de ballen in het net 

Ja, de Leeuwen 

De Leeuwen kampioen 

De Zwarte Leeuwen 

Er is niks aan te doen

Het stadion barst uit z’n voegen

Als wij verschijnen op het plein 

Maar ook voor een ploeg uit eerste klasse

Was het Lierse Stadion te klein 

We trainen voor onze conditie

Geen vrouw kan er nog iets tegen doen

Geen drank, geen wilde braspartijen

Althans niet in 't voetbalseizoen

Refrein

Leeuwen (8x)

Refrein

De ploegen uit Tweede Nationale

Die zijn met ons nog lang niet klaar 

En zelfs het bestuur en den trainer 

Verliezen van de winst al hun haar

Zolang de Leeuw nog kan klauwen 

Zolang hij tanden heeft

Zullen alle ploegen het berouwen

Hun netten worden doorzeefd

Refrein (2x)

## Persoonlijkheden

### Bekende (oud-)spelers
- Geraldo António (2017)
- Gerald Baars (1993-1994)
- Hakim Bouchouari (1997-1999)
- Lee Colin (2012)
- Gerard den Haan (1992-1993)
- Bart De Roover (1985-1988)
- Denis Fraeyman (1979-1980)
- Kees Govers (1984-1993)
- Tim Hofstede (2016-2017)
- Thomas Marijnissen (2019)
- Ludo Mariman (....)
- Peter Meeusen (1989-1993)
- Marcos Pereira (1996-1999)
- Jürgen Raeymaeckers (2010-2012)
- Ton Soffers (1986-1991)
- Gino Swaegers (1994-1996, 2005-2008)
- Mike Thijssen (2013-2014)
- Jesse van Bezooijen (2017-2018)
- Jasper Van Der Heyden (2017-2018)
- Rob van der Kaay (1995-1996)
- Jelle van Kruijssen (2013-2014)
- Stefan Van Riel (1990-1992)
- Benjamin van Wanrooy (2017-2018)
- Jef Vogels (2017-2018)
- Jason Wall (2018-2019)
- Bart Wilmssen (1999-2003)
- Leo Wouters (1963-1964)

### Aanvoerders
- Kurt Rombouts (...-2015)
- Thijs Schrauwen (2015-2017)
- Senne Vanderheyden (2017-2020)
- Gianni Vets (2019-2020)
- Wout Noeyens (2020-2022)
- Jens Lambrechts (2022-heden)

### Coaches

#### A-elftal
- Louis Verboven (1942-1945)
- Marcel Van De Velde (1945-1950)
- Frans Van Dooren (1950-1954)
- Jozef Bols (1954-1955)
- Jozef Jacobs (1956-1958)
- Eugeen Dierckx (1958-1960)
- Karel Fransen (1960-1961)
- Rene Lambrechts (1961-1963)
- Eugeen Dierckx (1963-1966)
- Edward Van Damme (1966-1969)
- Leon Wouters (1969-1972)
- Jozef Borghmans (1972-1973)
- Jozef Pelckmans (1973-1977)
- Robert Willems (1977-1979)
- John Van Der Waeren (1979-1981)
- Jozef Pelckmans (1981-1983)
- Lucien Olieslagers (1983-1986)
- Roger Kemland (1986-1988)
- Eddy Lodewijckx (1988-1989)
- Vince Briganti (1989-1990)
- Johan Vercruyssen (1990-1992)
- René Desaeyere (1992-1994)
- Colin Andrews (1993-1994)
- Filip Mesmaekers (1994-1996)
- Frank de Brouwer (1996-1997)
- Roger Kemland (1997-2000)
- Louis Beursens (2000-2001)
- Paul Francken (2001-2003)
- Don Lalo (2003-2004)
- Rene Van Gorp (2004-2005)
- Frank Coenen (2005-2007)
- Herman Van Den Broeck (2007-2008)
- Yves Van Borm (2007-2008)
- Peter Claessens (2007-2008)
- Serge Geldof (2008-2010)
- Frank Braeckmans (2010)
- Gert Jochems (2010)
- Bart Wilmssen (2010-2012)
- Ante Tolic (2012-2013)
- Tom Gevers (2013-2014)
- Nicky Hayen (2014)
- Michel Kenis (2014-2015)
- Gert Jochems (2015-2021)
- Gino Swaegers (2021-heden)

#### B-elftal
- Stijn Laurijssen (2023-heden)

### Voorzitters

#### Voorzitters van het dagelijks bestuur (1923-1992)
- Jeroom Hellings (1923-1926)
- Jozef Pirard (1926-1931)
- Wilhem Hinsen (1931-1933)
- Etienne Truyens (1933-1936)
- Jef Van Loon (1936-1940)
- Louis Van Roey (1940-1945)
- Oscar Coupé (1945-1946)
- Constant Fransen (1946-1966)
- Jaqcuis Knaepkens (1966-1967)
- Frans Fleerakkers (1967-1970)
- Herman Michielsen (1970-1976)
- Frans Van Roey (1976-1982)
- Frans De Backer (1982-1992)

#### Voorzitters van de raad van bestuur (1971-heden)
- Louis Van Roey (1971-1982)
- Frans Van Roey (1982-1994)
- Herman Heylen (1994-1996)
- Frans Bevers (1996-2013)
- Willy Fransen (2013-2021)
- Luc Sysmans (2021-heden)